# Txell Costa
Meritxell Costa Romea (Calella, 11 de noviembre de 1983), conocida como Txell Costa, es una periodista y empresaria catalana especializada en marketing y negocios.  Da conferencias en diversas universidades, nacionales e internacionales.
Estudió periodismo en la Universidad Autónoma de Barcelona y se inició en los medios en Radio Pineda.  En 2006 entró a trabajar en la Corporación Catalana de Radio y Televisión.  En 2011 crea un mapa interactivo en el que se localizan los medios de comunicación con peligro de cierre.  Es directora de las consultorías empresariales Txell Costa Group  -conocida por su mentorazgo a emprendedores y, especialmente, a mujeres empresarias- y Costa Strategic Partners -especializada en estrategia empresarial para mejorar la rentabilidad sin renunciar a los valores y la ética.  Por todo ello, Costa se considera un referente en el liderazgo y empresariado femenino.  
En 2015 fue elegida una de las cinco mujeres referentes del año por el Parlamento de Cataluña.  En 2017 es elegida «Talento emergente» en los premios FemTalent 2017, una iniciativa de la Red de Parques Científicos y Tecnológicos de Cataluña (XPCAT) que defiende la igualdad de oportunidades y el talento femenino en la economía del conocimiento.  También en esta línea, recibe el premio eWoman Girona 2018 (categoría Arte digital y Redes Sociales ), un reconocimiento a la trayectoria profesional y liderazgo en el entorno digital y tecnológico.  En 2019 hace una gira por México y Costa Rica donde dio conferencias sobre el apoderamiento profesional de las mujeres.. En 2025 recibió una mención como Mujer TIC por su trayectoria en los Premios Not Working, unos galardones entregados en Manresa que reconocen proyectos innovadores y referentes en ámbitos como la comunicación, la creatividad y la tecnología.
A nivel académico, colabora con la Universidad Abierta de Cataluña, la Universidad de Gerona  y el Instituto de Ciencias Políticas y Sociales de la Universidad Autónoma de Barcelona, entre otros.
Entre sus colaboraciones en medios de comunicación, destaca su labor como analista de actualidad y política en el programa "La tarde" del canal 24 horas de RTVE.

## Publicaciones
- Working Happy. Todo lo que necesitas para crear la mejor empresa del mundo: la tuya (Ediciones Invisibles, 2015)
- Consultoría Política (Universidad Camilo José Cela, Centro Internacional de Gobierno y Marketing Político CIGMAP i Editorial Amarante, 2016)
- Liderar en femenino para hombres y mujeres. Guía antigurús para las empresas del futuro (Ediciones Paidós, 2019)